# Heinz Patzig
Heinz Patzig (* 19. September 1929 in Chemnitz; † 28. März 2013 in Braunschweig) war ein deutscher Fußballspieler- und trainer. Er absolvierte für den VfB Lübeck und Eintracht Braunschweig insgesamt 247 Spiele in der erstklassigen Oberliga Nord und war lange Zeit als Co-Trainer der Eintracht tätig. Sein größter Erfolg als Co-Trainer war der Gewinn der deutschen Fußballmeisterschaft 1967.

## Karriere als Spieler
In seiner Heimatstadt Chemnitz spielte Heinz Patzig bis zum Jahre 1950. Er absolvierte dort einige Spiele für den PSV Chemnitz und zwischen 1948 und 1950 auch für Fewa Chemnitz. Anschließend flüchtete er aus der DDR nach Westdeutschland und ging zum VfB Lübeck. Für die Lübecker spielte der als kopfballstark geltende offensive Linksaußen insgesamt vier Jahre in der Oberliga Nord und der Amateurliga Schleswig-Holstein. In 59 Oberligaspielen erzielte Patzig 17 Tore und wurde für ein Spiel in die norddeutsche Fußballauswahl berufen. Im Spiel gegen die südwestdeutsche Auswahlmannschaft zeigte Patzig eine gute Leistung, weswegen er vom norddeutschen Auswahltrainer Edmund Conen dazu überredet wurde, künftig bei Eintracht Braunschweig zu spielen.
Bei der Eintracht kam Patzig von 1955 und 1961 insgesamt auf 188 Oberligaeinsätze und auf drei Einsätze bei der Endrunde der deutschen Meisterschaft. Er entwickelte sich nach seinem Wechsel zur Eintracht schnell zum Stammspieler und wurde weiterhin in verschiedene Auswahlmannschaften, wie zum Beispiel in die niedersächsischen Fußballauswahl, berufen. Nach einer Knieverletzung im Jahr 1961 kam Patzig nur noch selten zu Oberligaeinsätzen und beendete seine Karriere bereits mit 31 Jahren.

## Karriere als Trainer
Abgesehen von einigen Spielen, in denen er als Chef-Trainer bei der Eintracht Braunschweig tätig war, war Heinz Patzig hauptsächlich als Co-Trainer tätig. Bereits kurz nach dem Ende seiner aktiven Karriere trat er sein Amt als Co-Trainer an und gewann gemeinsam mit Helmuth Johannsen 1967 die deutsche Meisterschaft. Insgesamt 27 Spielzeiten fungierte Patzig als Co-Trainer der Eintracht, dabei arbeitete er unter anderem mit Otto Knefler, Branko Zebec, Werner Olk und Heinz Lucas zusammen. Viermal übernahm Patzig die Mannschaft zudem als Interimstrainer. 1991 wurde er von Uwe Kliemann abgelöst.

## Verweise, Quellen und Anmerkungen
1. ↑   Heinz Patzig verstorben (Memento des Originals vom 5. Juli 2013 im Internet Archive)  Info: Der Archivlink wurde automatisch eingesetzt und noch nicht geprüft. Bitte prüfe Original- und Archivlink gemäß Anleitung und entferne dann diesen Hinweis., abgerufen am 3. April 2013
2. ↑  Eintracht trauert um den „ewigen Co-Trainer“ Heinz Patzig (Seite nicht mehr abrufbar, festgestellt im Juni 2025. Suche in Webarchiven)  Info: Der Link wurde automatisch als defekt markiert. Bitte prüfe den Link gemäß Anleitung und entferne dann diesen Hinweis., abgerufen am 3. April 2013
3. ↑  Was geht, Heinz Patzig? (Seite nicht mehr abrufbar, festgestellt im April 2018. Suche in Webarchiven)  Info: Der Link wurde automatisch als defekt markiert. Bitte prüfe den Link gemäß Anleitung und entferne dann diesen Hinweis., abgerufen am 3. April 2013
4. ↑  Heinz Patzig – der ewige Co-Trainer (Memento des Originals vom 17. Mai 2014 im Internet Archive)  Info: Der Archivlink wurde automatisch eingesetzt und noch nicht geprüft. Bitte prüfe Original- und Archivlink gemäß Anleitung und entferne dann diesen Hinweis., abgerufen am 3. April 2013

| Personendaten    | Personendaten                         |
| ---------------- | ------------------------------------- |
| NAME             | Patzig, Heinz                         |
| KURZBESCHREIBUNG | deutscher Fußballspieler und -trainer |
| GEBURTSDATUM     | 19. September 1929                    |
| GEBURTSORT       | Chemnitz                              |
| STERBEDATUM      | 28. März 2013                         |
| STERBEORT        | Braunschweig                          |